# Phontakorn Thosanthia
Phontakorn Thosanthiah (thailändisch พนธกร โทสันเทียะ, * 4. März 1991 in Bangkok), auch als Golf  (thailändisch กอล์ฟ) bekannt, ist ein thailändischer Fußballspieler.

## Karriere
Phontakorn Thosanthi erlernte das Fußballspielen in der Jugendmannschaft von Bangkok Glass. Hier unterschrieb er 2010 auch seinen ersten Profivertrag. Der Verein aus Pathum Thani spielte in der höchsten thailändischen Liga, der Thai Premier League. 2013 stand er mit BG im Finale des FA Cup. Das Endspiel verlor man 3:1 gegen Buriram United. Nach zehn Erstligaspielen wechselte er 2014 zum Ligakonkurrenten Chainat Hornbill FC nach Chainat. Da er in Chainat nicht zum Einsatz kam, wechselte er nach der Hinserie nach Sisaket zum Erstligisten Sisaket FC. Hier absolvierte er in der Rückserie zwölf Erstligaspiele. Die Saison 2015 stand er beim ebenfalls in der ersten Liga spielenden BEC Tero Sasana FC in Bangkok unter Vertrag. Der Erstligist Ratchaburi Mitr Phol aus Ratchaburi verpflichtete ihn die Hinserie 2016. Ab der Rückserie spielte er bis Ende 2017 für den Sukhothai FC. Mit dem Verein aus Sukhothai gewann er 2016 den FA Cup. Hier stand er mit Sukhothai im Halbfinale. Aufgrund des Todes von König Bhumibol Adulyadej wurde der Wettbewerb aber im Halbfinale abgebrochen und allen vier verbliebenen Teilnehmern (Chainat Hornbill FC, Chonburi FC, Ratchaburi Mitr Phol, Sukhothai FC) der Titel zugesprochen. 2018 verließ er Sukhothai und schloss sich dem Viertligisten Bankhai United FC an. Der Verein aus Ban Khai spielte in der Eastern Region der vierten Liga. Nach einer Spielzeit wechselte er am 1. Januar 2019 zu dem in der Bangkok Region spielenden Pathumthani University FC. Für den Verein aus der Provinz Ayutthaya bestritt er 13 Ligaspiele. Von Januar 2020 bis Mai 2021 pausierte er. Im Juni 2021 verpflichtete ihn der Drittligist Northern Tak United FC. Mit dem Verein aus Tak spielte er in der Northern Region der Liga. Nach elf Ligaspielen wechselte er im Dezember 2021 zum Ligakonkurrenten Uttaradit FC. Nachdem sich die Mannschaft die Saison 2022/23 als Zweitplatzierter für die Aufstiegsspiele zur zweiten Liga qualifizierte, bat er den Verein, ihn aus persönlichen Gründen bis Ende Dezember 2023 freizustellen. Im Januar 2024 kehrte er zum Team zurück. Nach insgesamt 40 Ligaspielen wechselte er im Januar 2025 in die Western Region. Hier schloss er sich in Samut Sakhon dem Samut Sakhon City FC an.

## Erfolge
Bangkok Glass
- Thailändischer Pokalfinalist: 2013

Sukhothai FC
- Thailändischer Pokalsieger: 2016